# Betoota
Betoota is een plaats in de Australische deelstaat Queensland.